# Dyckia minarum
Dyckia minarum är en gräsväxtart som beskrevs av Carl Christian Mez. Dyckia minarum ingår i släktet Dyckia och familjen Bromeliaceae. Inga underarter finns listade i Catalogue of Life.